# Ансалдо (компания)
„Ансалдо“ е сред най-важните промишлени компании в Италия с опит от 140 години. Специализирана е в производството на самолети, локомотиви и кораби.

## История
Компанията е създадена през 1853 г. под името Gio. Ansaldo & C. S.A.S. от бизнесмени от град Генуа – Джовани Ансалдо, Рафаеле Рубатино, Филипо Пенко и Карло Бомбини. До края на ХІХ век се фокусира върху производството на железопътни машини и компоненти.
Към 1900 г. разполага с 10 000 служители и 7 фабрики. През 1904 г. в управлението на компанията влиза семейство Перони. В началото на ХХ век наема нови инженери в областта на металообработването и усъвършенства някои компоненти за част от машините си. През 1910-те години компанията увеличава в пъти производството си, като оказва огромно влияние за бързото развитие на транспортния сектор в Италия.
Към 1928 г. във фабрики на компанията за производство на машини, компоненти и материали работят 80 000 души. През Първата и Втората световна война Gio. Ansaldo & C. S.A.S. произвежда и за италианската армия.
През 1993 г. компанията преминава под управлението на „Финмеханика“.

## Продукция

### Самолети
- Ansaldo A.1
- Ansaldo S.V.A.
- Ansaldo A.300
- Ansaldo AC.2
- Fiat-Ansaldo A.S.1
- Fiat-Ansaldo A.120

### Кораби
- 1895 ARA Garibaldi за Аржентина
- 1896 Cristóbal Colón за Испания
- 1898 ARA Pueyrredón Colón за Аржентина
- 1899 Giuseppe Garibaldi за Италия
- 1902 Kasuga за Япония
- 1903 Nisshin за Япония
- 1906 Bersagliere за Италия
- 1907 Artigliere за Италия
- 1911 Giulio Cesare за Италия
- 1914 Cesare Rossarol за Италия
- 1914 Duilio за Италия

### Локомотиви
- Locomotiva FCL 350
- Locomotiva FNM E.620
- Locomotiva FNM E.640
- Locomotiva FS 113
- Locomotiva FS 206
- Locomotiva FS 215
- Locomotiva FS 255
- Locomotiva FS 290
- Locomotiva FS 320
- Locomotiva FS 385
- Locomotiva FS 388
- Locomotiva FS 410
- Locomotiva FS 420
- Locomotiva FS 510
- Locomotiva FS 530
- Locomotiva FS 552

## Компанията днес
Част от италианския концерн „Финмеханика“, компанията има филиали за енергетика, железопътен транспорт, корабостроене, самолетостроене и др.